# Rikke Laumann
Rikke Laumann (* 29. März 1983 in Neuseeland) ist eine dänische Voltigiererin. Sie wurde mehrfach Vizewelt- und Vizeeuropameisterin und errang 2013 ihre erste Goldmedaille bei einer Europameisterschaft.

## Werdegang
Laumanns Aufstieg in die Weltelite begann 1997 mit den Eintritt in das dänische Team Silkeborg, mit dem sie 1998 bei den Weltmeisterschaften in Rom den 6. Platz belegte. Als sich die Mannschaft unmittelbar danach auflöste, konzentrierte sich Laumann auf eine Karriere im Einzelvoltigieren; trainiert wurde sie von Johnny Fiskbæk, dem damaligen Landestrainer der schwedischen Voltigierer und Bruder des Goldmedaillengewinners der Weltmeisterschaft im Herren-Einzel 1994, Thomas Fiskbæk. Sie erwarb ihr erstes Voltigierpferd Milano.
Nach ersten Erfolgen bei internationalen Voltigierturnieren (CVI) im Frühjahr 2000 verlegte Rikke Laumann 2001 ihren Wohnsitz dauerhaft von Neuseeland nach Silkeborg, um sich besser der Voltigierkarriere widmen zu können. Es folgte eine Serie von Goldmedaillen bei den dänischen und nordischen Meisterschaften, auf Europa- und Weltmeisterschaften errang sie je zweimal die Silbermedaille. Unterbrochen wurde ihre Erfolgsserie 2006 durch eine verletzungsbedingte Pause. Im gleichen Jahr erwarb sie ein neues Pferd, da Milano und Domingoi in die Jahre gekommen waren. Rikke Laumann trainierte zeitweise auch zusammen mit international erfolgreichen Voltigierern wie Nadia Zülow und Devon Maitozo; auf die Weltmeisterschaft 2010 bereitete sie sich mit Unterstützung von Nicola Ströh und des ehemaligen Formationstänzers Michael Gnad vor.
2013 erreichte Rikke Laumann mit dem Gewinn der Goldmedaille im Einzelvoltigieren Damen bei der Europameisterschaft in Ebreichsdorf den bisherigen Höhepunkt ihrer Voltigierkarriere.

## Erfolge
Dänische Meisterschaften
- Gold: 2000, 2002, 2003, 2004, 2005, 2007, 2008, 2009
- Silber: 1999

Nordische Meisterschaften
- Gold: 1999, 2000, 2002, 2004, 2005, 2007, 2008

Europameisterschaften
- Gold: 2013
- Silber: 2003, 2005
- Bronze: 2009, 2011
- 7. Platz: 2001
- 14. Platz: 2008

Weltmeisterschaften
- Silber: 2002, 2004, 2012
- 5. Platz: 2000
- 6. Platz: 1998 (Teamwettbewerb)
- 9. Platz: 2010